# Stevning Station
Stevning Station var en tidligere jernbanestation i Stevning på Als, der også fungerede som kro. Da amtsbanen blev gennemført med den sidste strækning fra Guderup til Nordborg i 1898, fik også Stevning sin station og dermed en stationskro. Kroen havde overtaget bevillingen fra Ravnsdam kro, der havde været kongelig privilegeret kro. Ofte var det megen trafik til stationen, så kunne ventetiden udnyttes til at nyde en enkelt punch eller tre. Toget kørte sidste tur i 1933, og der efter var en æra forbi. Stationkroen fortsatte imidlertid sin virksomhed indtil 1946.